# Pelayo Sánchez
Pelayo Sánchez Mayo (* 27. März 2000 in Tellego (Ribera de Arriba)) ist ein spanischer Radrennfahrer.

## Sportlicher Werdegang
Als Junior und in den ersten beiden Jahren in der U23 trat Sánchez international wenig in Erscheinung. Zur Saison 2021 wurde er Mitglied beim spanischen UCI ProTeam Burgos-BH. Nach zwei Jahren ohne nennenswerte Ergebnisse hatte er in der Saison 2023 seinen internationalen Durchbruch: Neben dem Etappenerfolg bei der Asturien-Rundfahrt erzielte er den zweiten Platz bei der Trofeo Andratx-Mirador D'es Colomer im Rahmen der Mallorca Challenge, einen dritten Etappenrang bei der Vuelta a España und den dritten Gesamtrang bei der GP Beiras e Serra da Estrela.
Nach seinen Ergebnissen im Vorjahr erhielt Sánchez zur Saison 2024 einen Vertrag beim Movistar Team. Bereits im vierten Rennen für sein neues Team erzielte er bei der Mallorca Challenge seinen ersten Sieg. Beim Giro d’Italia 2024 feierte er auf der 5. Etappe seinen bislang größten Erfolg, als er sich im Sprint der Ausreißergruppe vor Julian Alaphilippe durchsetzte. Auf der 19. Etappe verpasste er als Zweiter nur knapp eine Wiederholung seines Erfolges.

## Erfolge
2023
- eine Etappe Asturien-Rundfahrt
- Mannschaftszeitfahren GP Beiras e Serra da Estrela

2024
- Trofeo Pollença-Port d’Andratx
- eine Etappe Giro d’Italia

## Grand-Tour-Platzierungen
| Grand Tour            | 2021 | 2022 | 2023 | 2024 |
| --------------------- | ---- | ---- | ---- | ---- |
| Giro d’ItaliaGiro     | –    | –    | –    | 40   |
| Tour de FranceTour    | –    | –    | –    | –    |
| Vuelta a EspañaVuelta | 84   | –    | 37   | DNF  |